# Titanio alticolalis
Titanio alticolalis är en fjärilsart som beskrevs av Barnes och Mcdunnough 1914. Titanio alticolalis ingår i släktet Titanio och familjen Crambidae. Inga underarter finns listade i Catalogue of Life.